# Zeynep Seda Uslu
Zeynep Seda Uslu (le 30 octobre 1983 à İstanbul) est une ancienne joueuse de volley-ball turque. Elle mesure 1,80 m et jouait au poste de passeuse. Elle a totalisé 12 sélections en équipe de Turquie. Elle a mis un terme à sa carrière de volleyeuse professionnelle en avril 2019.

## Clubs
| Club                 | De        | À         |
| -------------------- | --------- | --------- |
| Günes Sigorta        | 1998-1999 | 2001-2002 |
| VB Günes Sigorta     | 2002-2003 | 2004-2005 |
| Galatasaray İstanbul | 2005-2006 | 2005-2006 |
| Eczacıbaşı İstanbul  | 2006-2007 | 2008-2009 |
| Beşiktaş Istanbul    | 2009-2010 | 2009-2010 |
| Galatasaray İstanbul | 2010-2011 | 2010-2011 |
| Fenerbahçe İstanbul  | 2011-2012 | 2011-2012 |
| Beşiktaş İstanbul    | 2012-2013 | 2013-2014 |
| Bursa BBSK           | 2014-2015 | 2014-2015 |
| Nilüfer Belediye     | 2015-2016 | 2015-2016 |
| Halkbank Ankara      | 2016-2017 | 2016-2017 |
| Beşiktaş İstanbul    | 2017-2018 | 2017-2018 |
| Nilüfer Belediye     | 2018-2019 | 2018-2019 |

## Palmarès
- Ligue des champions
  - Vainqueur : 2012.
- Top Teams Cup
  - Vainqueur : 2004.
- Challenge Cup
  - Vainqueur : 2015.
  - Finaliste : 2014.
- Championnat de Turquie
  - Vainqueur : 2004, 2005, 2007, 2008.
- Coupe de Turquie
  - Vainqueur : 2009.